# Vettius fantasos
Vettius fantasos is een vlinder uit de familie van de dikkopjes (Hesperiidae). De wetenschappelijke naam van de soort is voor het eerst geldig gepubliceerd in 1780 door Caspar Stoll.